# Manoel Urbano
Manuel Urbano is een gemeente in de Braziliaanse staat Acre. De gemeente telt 7.505 inwoners (schatting 2009).

## Aangrenzende gemeenten
De gemeente grenst aan Feijó, Santa Rosa do Purus, Sena Madureira, Boca do Acre (AM) en Pauini (AM).

### Landsgrens
En met als landsgrens aan het disctict Iñapari in de provincie Tahuamanu in de regio Madre de Dios met het buurland Peru.